# استوارت میسون
استوارت میسون (انگلیسی: Stuart Mason؛ ۲ ژوئن ۱۹۴۸ – ۵ فوریهٔ ۲۰۰۶) بازیکن فوتبال اهل بریتانیا بود.
از باشگاه‌هایی که در آن بازی کرده‌است می‌توان به باشگاه فوتبال لیورپول، باشگاه فوتبال کرو آلکساندرا، باشگاه فوتبال رکسهام، باشگاه فوتبال روچدیل، باشگاه فوتبال دونکستر راورز، و باشگاه فوتبال رکسهام اشاره کرد.
وی همچنین در تیم ملی فوتبال England Youth بازی کرده‌است.